# Кордилера де Мерида
Кордилера де Мерида (на испански: Cordillera de Merida) е планинска верига в Андите, разположена в западната част на Венецуела и частично в Колумбия и представлява североизточно разклонение на Колумбийските Източни Кордилери. Простира са на около 400 km от югозапад на североизток. На север се свързва с платото Сеговия, а нейно източно продължение е планинската верига Карибски Анди. На северозапад и югоизток със стръмни склонове се спуска съответно към низината Маракайбо и равнините на река Ориноко. Най-високата точка е пик Боливар (4981 m), издигащ се в централната ѝ част. Изградена е от гранити, гнайси, пясъчници и глинести шисти с докамбрийска и палеозойска възраст. Склоновете ѝ са дълбоко разчленени от речни долини. Централните, най-високи части са заети от алпийски форми на релефа. От нея води началото си река Аруре (ляв приток на Ориноко) и множество нейни леви притоци (Сурипа, Анаро, Канагуа, Маспаро, Чороко, Португеса и др.). Северните ѝ наветрени склонове са покрити с планински вечнозелени тропически гори (планинска хилея), а по-сухите южни склонове и вътрешните долини – от ксерофитни храсти и смесени (листопадни и вечнозелени) гори. Районите над 2800 m са заети от високопланинска степ и пасища (парамос), а над 4600 m преобладават вечните снегове.